# Izravni učinak
Izravni učinak je svojstvo pravne norme prava Europske unije da stvara subjektivna prava za pravne subjekte, a ta su subjektivna prava nacionalni sudovi država članica dužni štititi. Da bi pravna norma prava EU imala izravni učinak u nacionalnom pravu, odnosno da bi mogla utjecati na nastanak, promjenu ili prestanak nekog pravnog odnosa, ona mora biti jasna i bezuvjetna, te neovisna o donošenju bilo kakvih dodatnih mjera od strane država članica. Izravni učinak u nacionalnom pravu država članica mogu imati norme primarnog i sekundarnog zakonodavstva. Svaka od kategorija pravnih akata specifična je po svojim učincima. Doktrinu izravnog učinka Europski sud uspostavio je u predmetu Van Gend en Loos i ustvrdio da pravo Zajednice ima izravni učinak u pravnim poretcima država članica, ne rekavši ništa preciznije o njihovom mjestu u nacionalnim pravnim poretcima, što je Europski sud razjasnio u odlukama koje su uslijedile nakon toga.
U pravu EU razlikuju se okomiti izravni učinak i vodoravni izravni učinak. Okomiti izravni učinak je takav koji omogućuje pojedincima – fizičkim i pravnim osobama – da svoja subjektivna prava ostvaruju protiv države. Vodoravni izravni učinak je takav koji omogućuje pojedincima da svoja subjektivna prava ostvaruju protiv drugih pojedinaca.